# Schipmolen Minden
Schipmolen Minden is een reconstructie van schipmolens uit de 18e eeuw en ligt op Weserpromenade 24 in de Wezer bij Minden. De molen is gemaakt naar oude afbeeldingen en tekeningen.
Bij een waterhoogte van 2,50 meter kan de schipmolen op waterkracht malen. Bij een lagere waterhoogte wordt het waterrad en de maalstoel aangedreven door een elektromotor via het waterwiel.
Het waterrad is gemaakt van tien, eikenhouten planken vastgemaakt op een ijzeren raamwerk aan een eikenhouten waterradas. De planken zijn 5 meter lang. De diameter van het waterrad is ook 5 meter en de waterradas is 9,1 meter lang. De waterradas heeft in verband met de levensduur ijzeren in plaats van houten lagers. Het waterrad kan buitenwerking gesteld worden door een schot voor het waterrad in het water te laten zakken. In de huisboot zit een slinger met tandwieloverbrenging waar de as waar het schot aanhangt mee bediend kan worden.

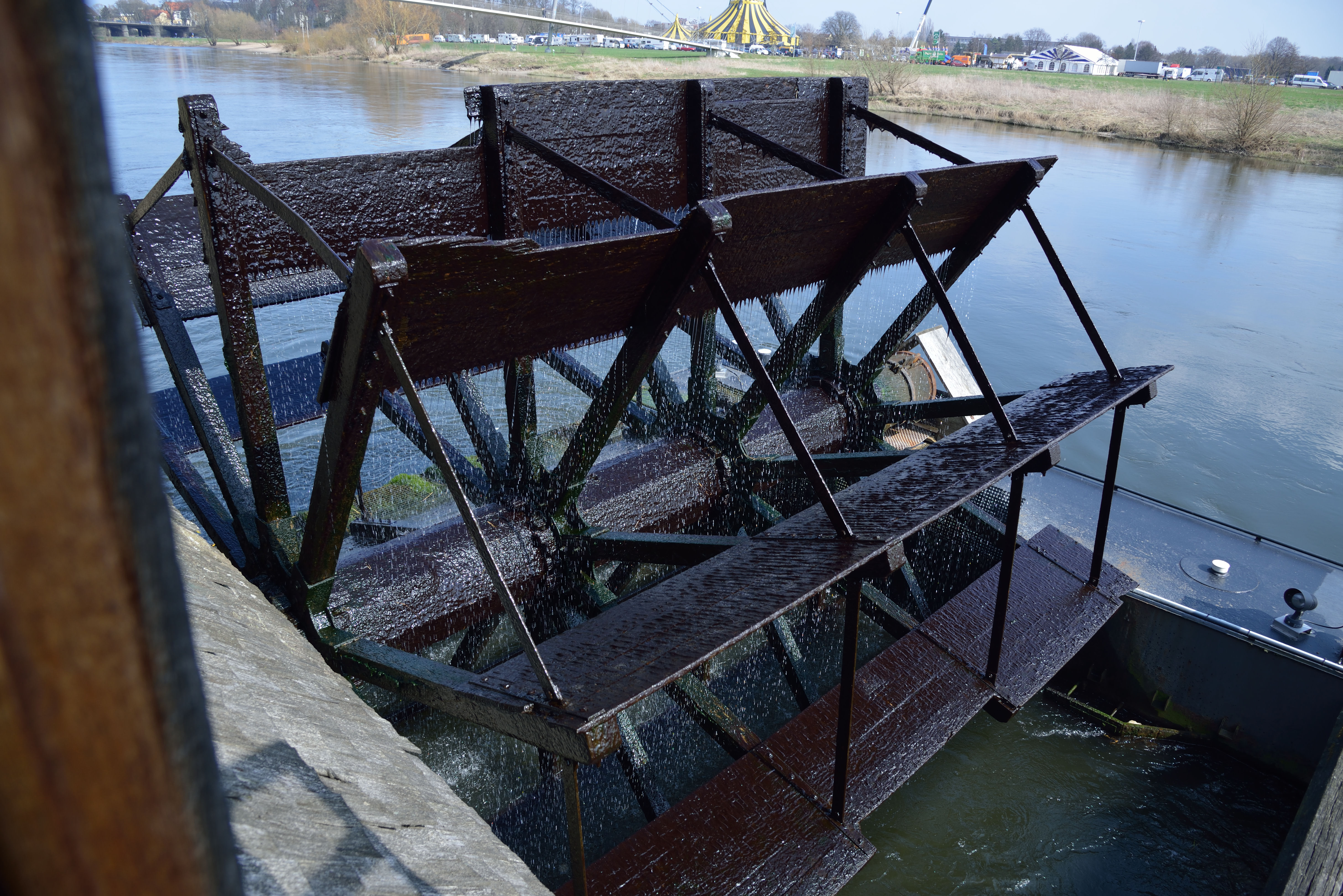
Waterrad

Het waterrad zit tussen de huisboot en een drijver. De huisboot is gedekt met eikenhoutenschaliën. De huisboot is 13 meter lang, vooraan 4,40 m en achteraan 5,65 m breed. Op de huisboot staat het 11 m lange en 6 m brede molenhuis. De drijver is 11,60 m lang, vooraan 1,25 m en achteraan 2 m breed. In het molenhuis zit het waterwiel, de aandrijving van de maalstoel, de maalstoel en een antieke zakkenkast als buil.

## Fotogalerij

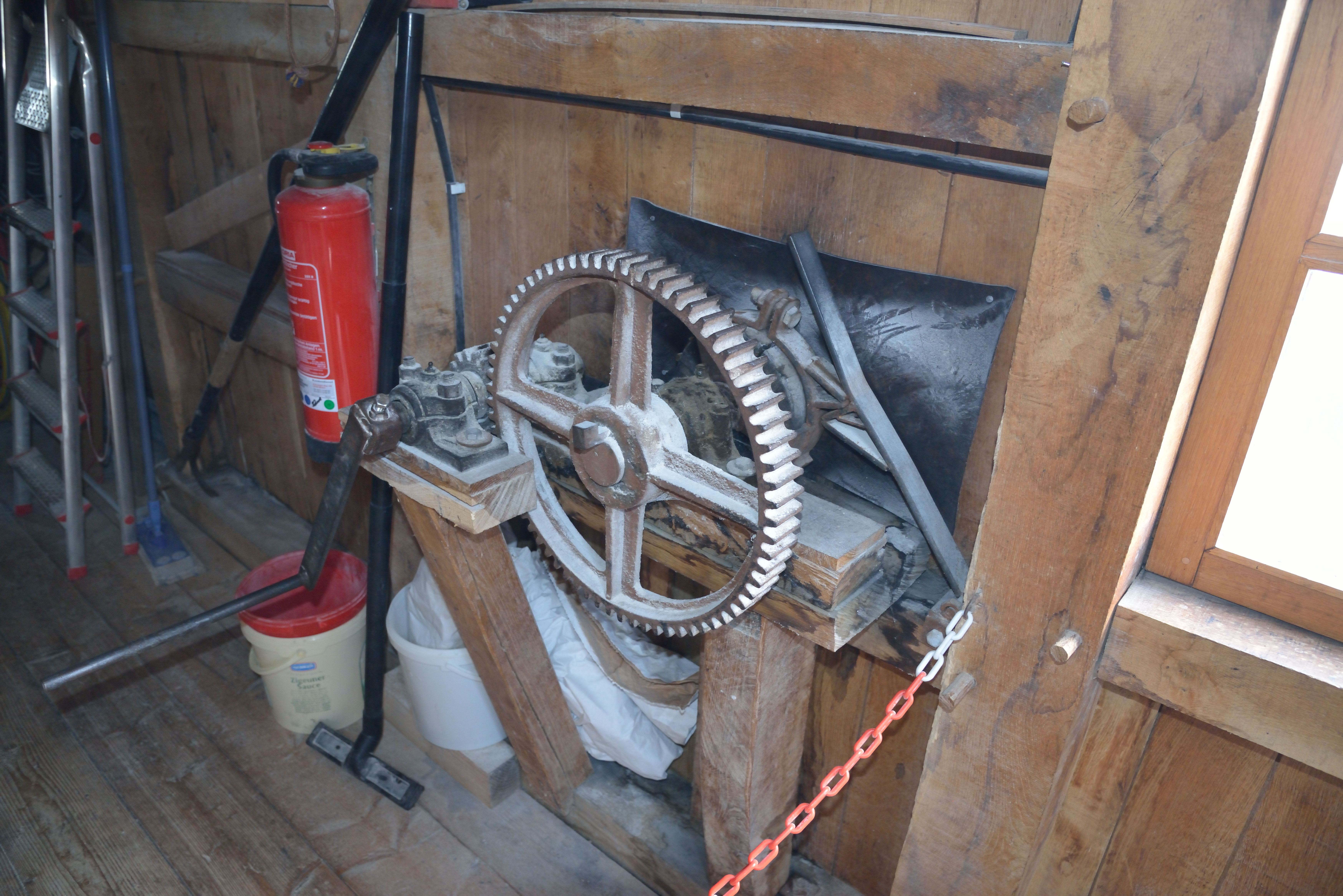
Slinger met tandwieloverbrenging waar de as waar het schot aanhangt mee bediend kan worden.
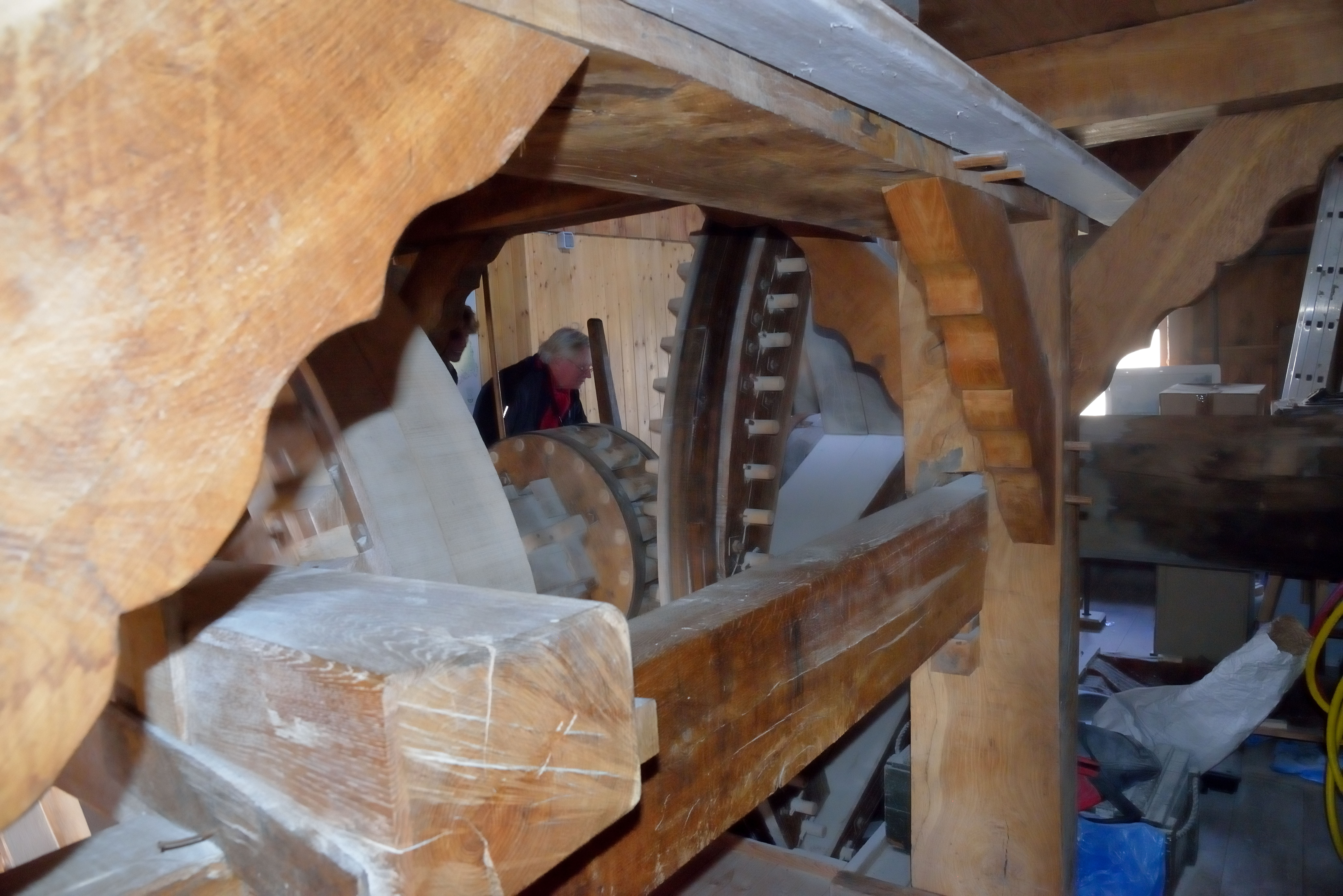
Overbrenging van waterwiel naar maalstoel
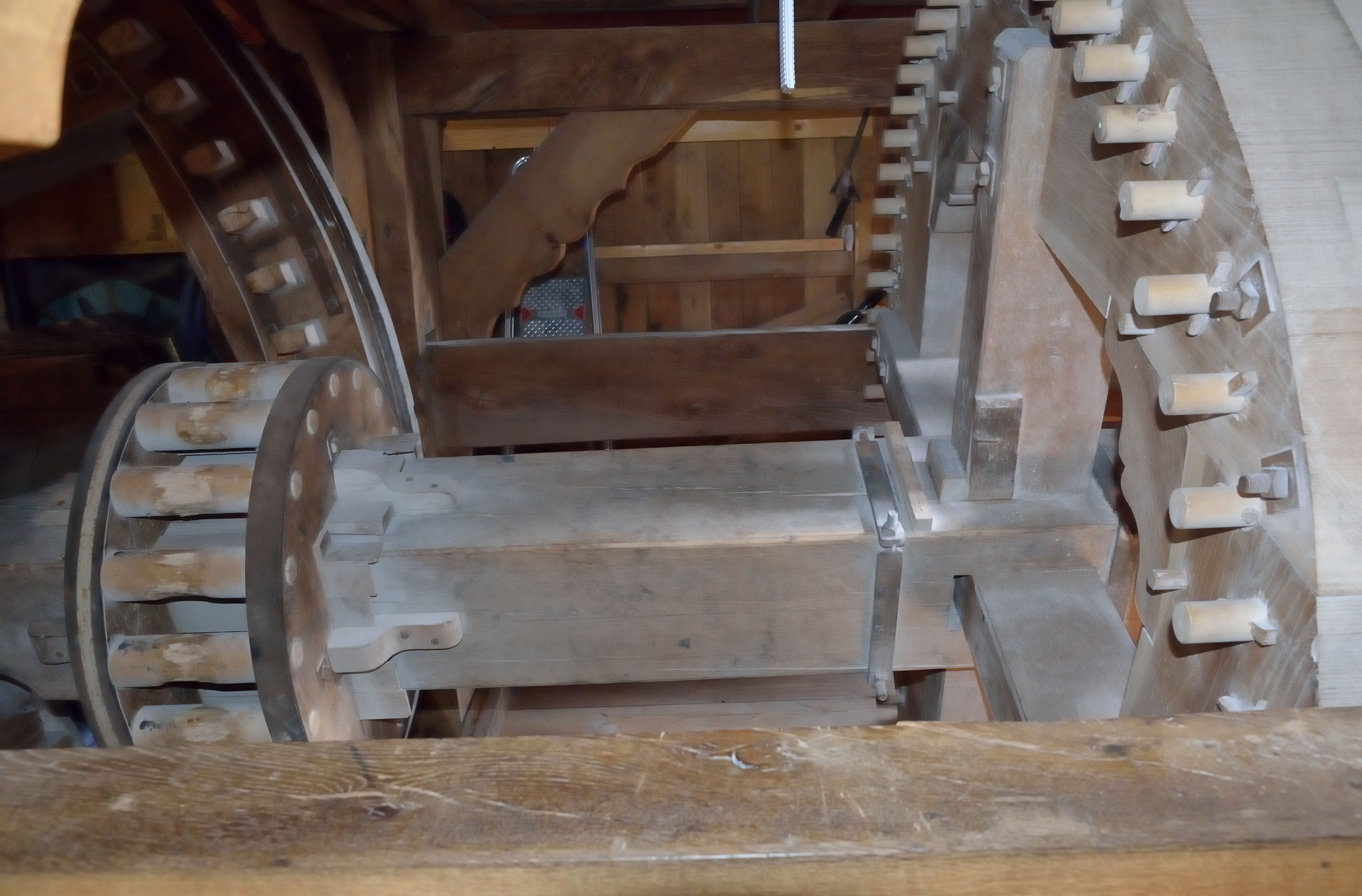
Overbrenging van waterwiel (links) naar maalstoel (rechts)
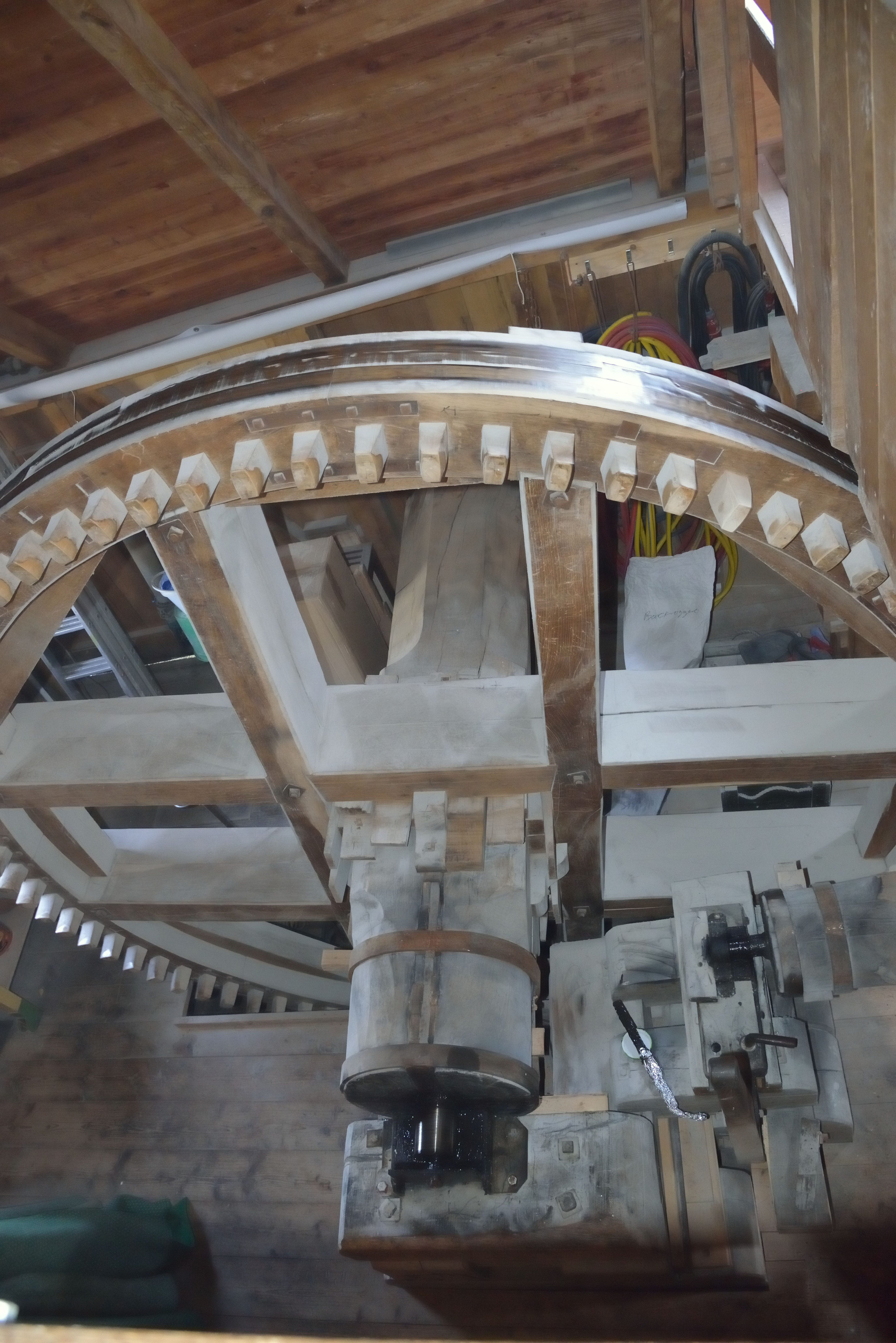
Waterwiel
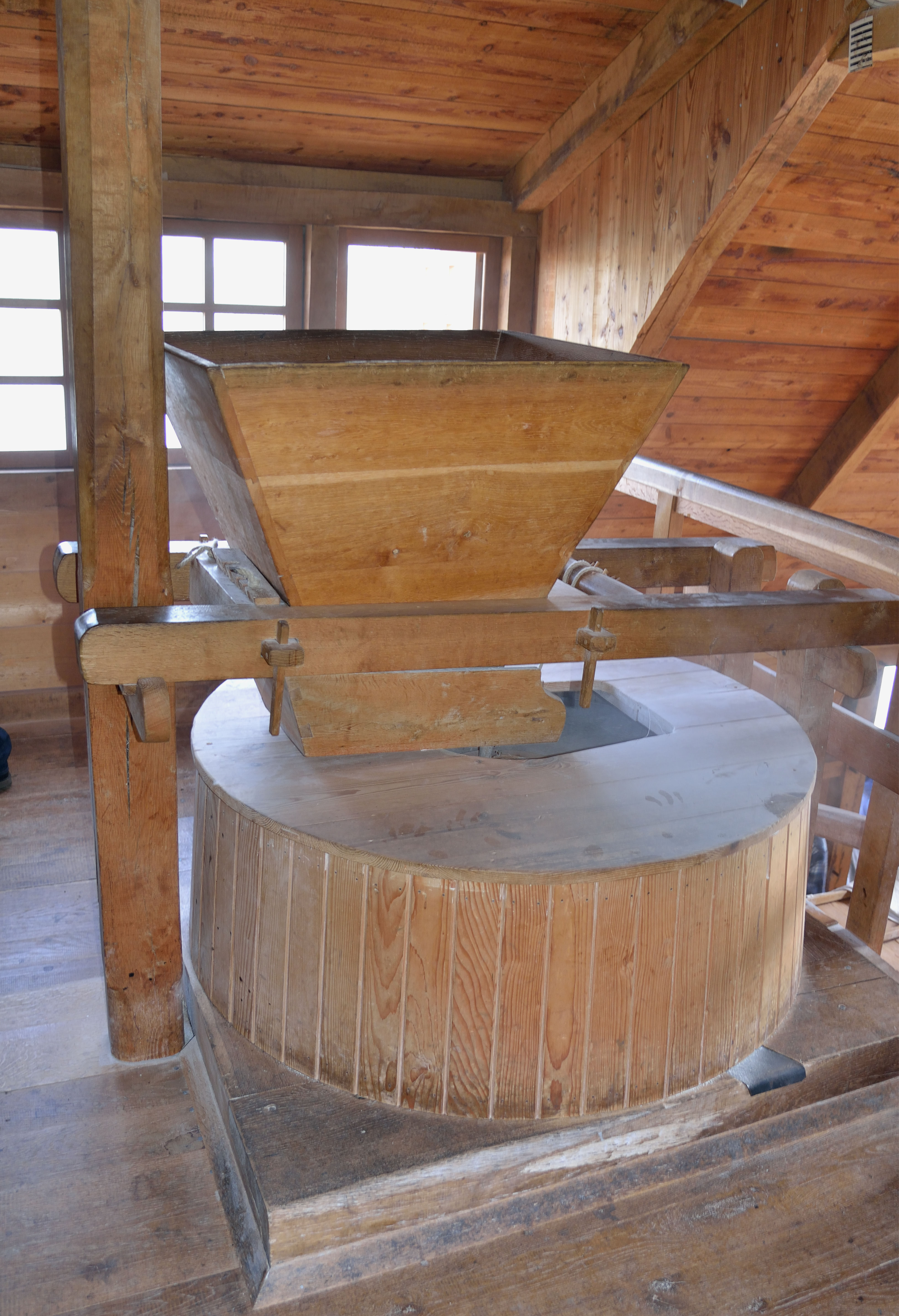
Maalstoel
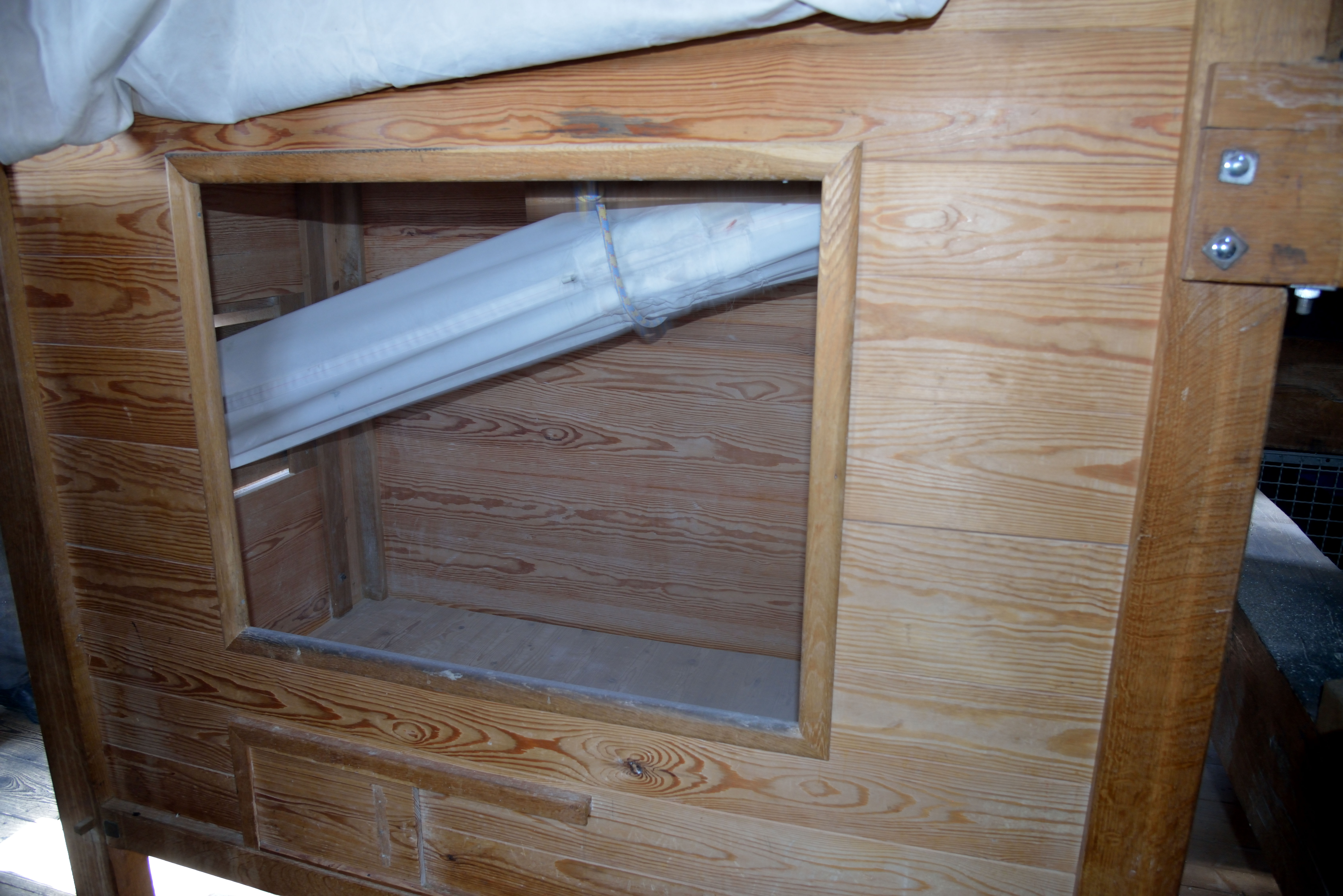
Buil